# Myiopharus paulista
Myiopharus paulista är en tvåvingeart som beskrevs av Townsend 1929. Myiopharus paulista ingår i släktet Myiopharus och familjen parasitflugor. Inga underarter finns listade i Catalogue of Life.